# Ludwig von Pulz
Ludwig Freiherr von Pulz (Uherský Brod, 18 agosto 1822 – Mödling, 1º settembre 1881) è stato un generale austriaco.

## Biografia
Nato in Moravia, all'epoca parte dell'Impero austriaco, von Pulz decise giovanissimo di intraprendere la carriera militare ed entrò nell'esercito imperiale austriaco il 13 settembre 1838 quando, come cadetto, venne assegnato al 60º reggimento di fanteria. Successivamente per tre anni studiò nella compagnia di cadetti di Graz. Il 16 settembre 1841 divenne cadetto del reggimento di cavalleggeri (in seguito 11º lancieri). Il 16 luglio 1844 venne promosso a sottotenente e il 4 aprile 1848 venne promosso tenente.
Durante la rivoluzione del 1848/1849 prese parte all'assedio di Vienna del 12-31 ottobre. Prese poi parte alla campagna militare ungherese del 1848-1849 come aiutante di campo del suo reggimento, combattendo in quasi tutti gli scontri e distinguendosi nello specifico nella battaglia di Kápolna del 26-27 febbraio ed in quella di Hatvan del 2 aprile. Il 26 aprile 1849 salvò la vita al colonnello Kisslinger, del 5° corazzieri, ferito gravemente presso Puszta Harkály. In riconoscimento dei suoi successi in questa campagna, von Pulz venne nominato capitano il 20 maggio 1849 ed ottenne la III classe dell'Ordine della Corona ferrea. Il 15 gennaio 1851 venne trasferito al 2º reggimento ussari con la promozione a capitano di I classe.
Nel 1852 von Pulz prese parte alla missione del generale Brudermann in Arabia col fine di acquistare cavalli purosangue arabi di altissima qualità per migliorare la cavalleria austriaca. Von Pulz si portò per tale scopo a Damasco, occupandosi poi del treno trasporto dei cavalli in Austria. Il 1º maggio 1856 von Pulz venne trasferito e promosso il 28 febbraio 1857 al grado di maggiore. Contemporaneamente ricevette la nomina ad aiutante di campo del 3º corpo d'armata e con esso combatté la campagna d'Italia del 1859, durante la quale il 22 maggio 1859 venne promosso tenente colonnello. Anche in questa campagna militare prese parte a numerose battaglie tra cui quella di Magenta il 4 giugno e quella di Solferino il 24 giugno, venendo premiato con la croce di cavaliere dell'Ordine imperiale di Leopoldo.
Il 17 gennaio 1860 dalla venne trasferito alla IV divisione nei reggimenti di ulani n. 1, 2, 8, 10 e 13, reggimento quest'ultimo di cui venne nominato anche comandante il 22 gennaio 1860, con la promozione straordinaria a colonnello il 15 agosto. Nella campagna d'Italia del 1866 divenne generale di brigata di cavalleria. Nella battaglia di Custoza, comandò la formazione di due cavallerie di riserva dell'esercito. Grazie alla sua eccellente prestazione in questa campagna, il colonnello Pulz venne nominato maggiore generale nel giugno del 1866 ed il 29 agosto ottenne la croce di cavaliere dell'Ordine militare di Maria Teresa, venendo elevato al rango di barone nel 1867.
Dopo la campagna, a Pulz venne affidato il comando di una brigata di fanteria a Praga dove rimase sino al 22 giugno 1871. Divenne in seguito comandante della 17ª divisione di fanteria di Oradea. Il 28 aprile 1872 venne promosso al grado di feldmaresciallo luogotenente, ed il 6 marzo 1878 venne nominato comandante militare a Košice. Pulz divenne quindi comandante militare della fortezza di Timișoara dall'8 novembre del 1878, distinguendosi ancora una volta per azioni sul campo, ma a livello sociale ed umanitario in occasione delle due grandi alluvioni che colpirono l'area nel 1879 e nel 1881, conducendo personalmente le proprie truppe impegnate a salvare le persone dagli annegamenti. Come premio per la grande prontezza e spirito umanitario dimostrati, l'imperatore Francesco Giuseppe gli concesse la commenda dell'Ordine imperiale di Leopoldo. Dall'8 novembre 1872 al 2 agosto 1881 fu inoltre comandante generale nel Banato.

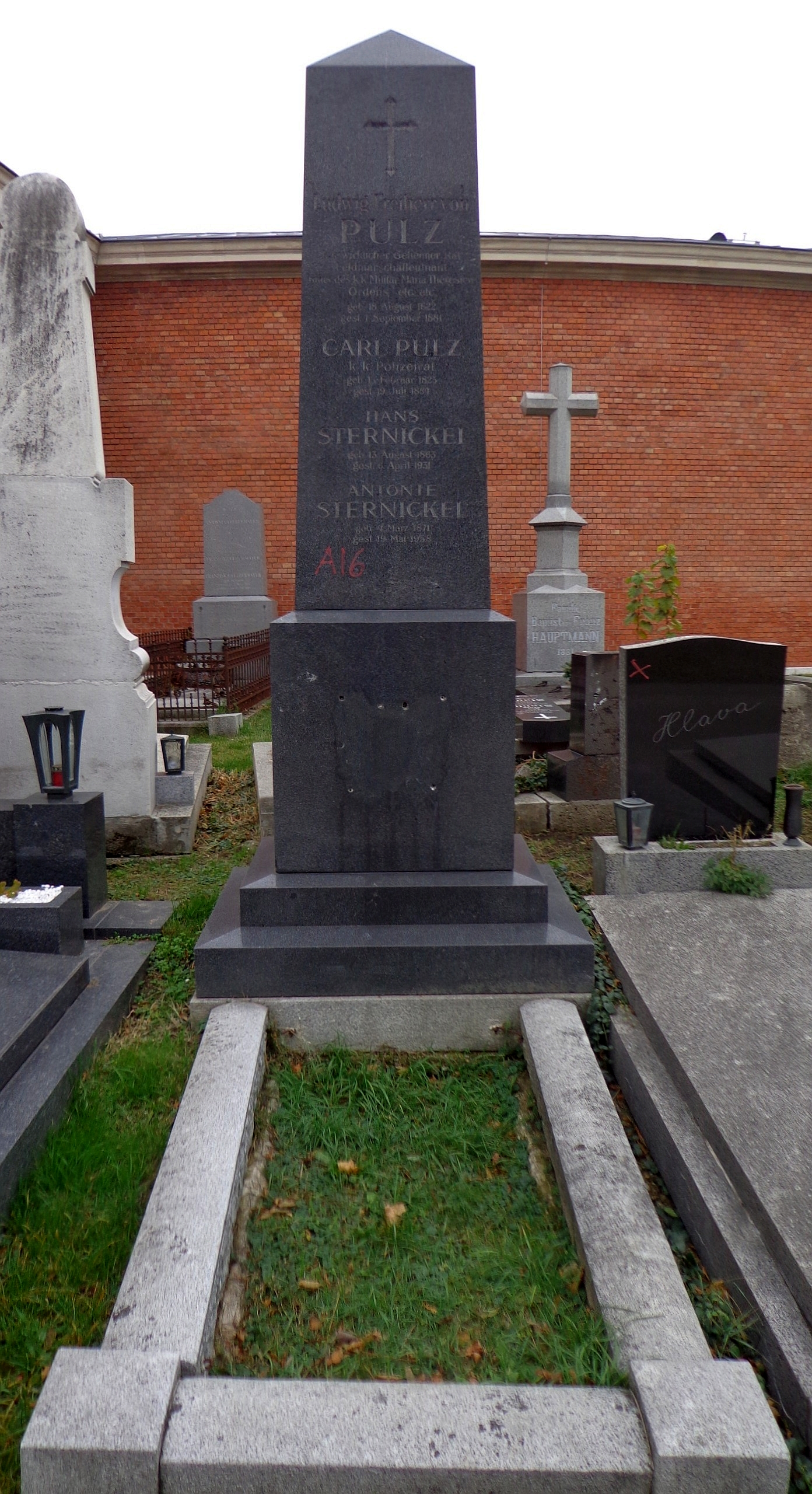
La tomba del generale von Pulz nel cimitero centrale di Vienna

Il 20 agosto 1879 venne compreso nel consiglio privato dell'imperatore e venne nominato comandante generale di Agram, città dove si ritirò durante le epidemie che colpirono i territori lungo il Tibisco e il Körös. Morì il 1º settembre 1881 a Mödling, presso Vienna. L'arciduca Alberto d'Asburgo-Lorena disse di lui: "I leader come Pulz non hanno prezzo". Venne sepolto in seguito nel cimitero centrale di Vienna.